# Cacel Nice
El Cacel Nice era un club de waterpolo francés con sede en la ciudad de Niza.

## Historia
Después de ganar 4 veces consecutivas la liga de Francia de waterpolo masculino, el club desaparece en 1995, debido a una liquidación judicial por razones de problemas financieros.
El club sucesor del Cacel es el Olympic Nice Natation.

## Palmarés de waterpolo
- 4 veces campeón de la liga de Francia de waterpolo masculino (1992, 1993, 1994 y 1995)

- Datos: Q2932491